# Ain Orma
Ain Orma (en àrab عين عرمة, ʿAyn ʿUrma; en amazic ⵄⵉⵏ ⵄⵯⵕⵎⴰ) és una comuna rural de la prefectura de Meknès, a la regió de Fes-Meknès, al Marroc. Segons el cens de 2014 tenia una població total de 3.495 persones.